# Прокуткіно
Проку́ткіно (рос. Прокуткино) — село у складі Ішимського району Тюменської області, Росія.
Населення — 592 особи (2010, 713 у 2002).
Національний склад станом на 2002 рік:
- росіяни — 80 %